# Classifica generale (Giro d'Italia)

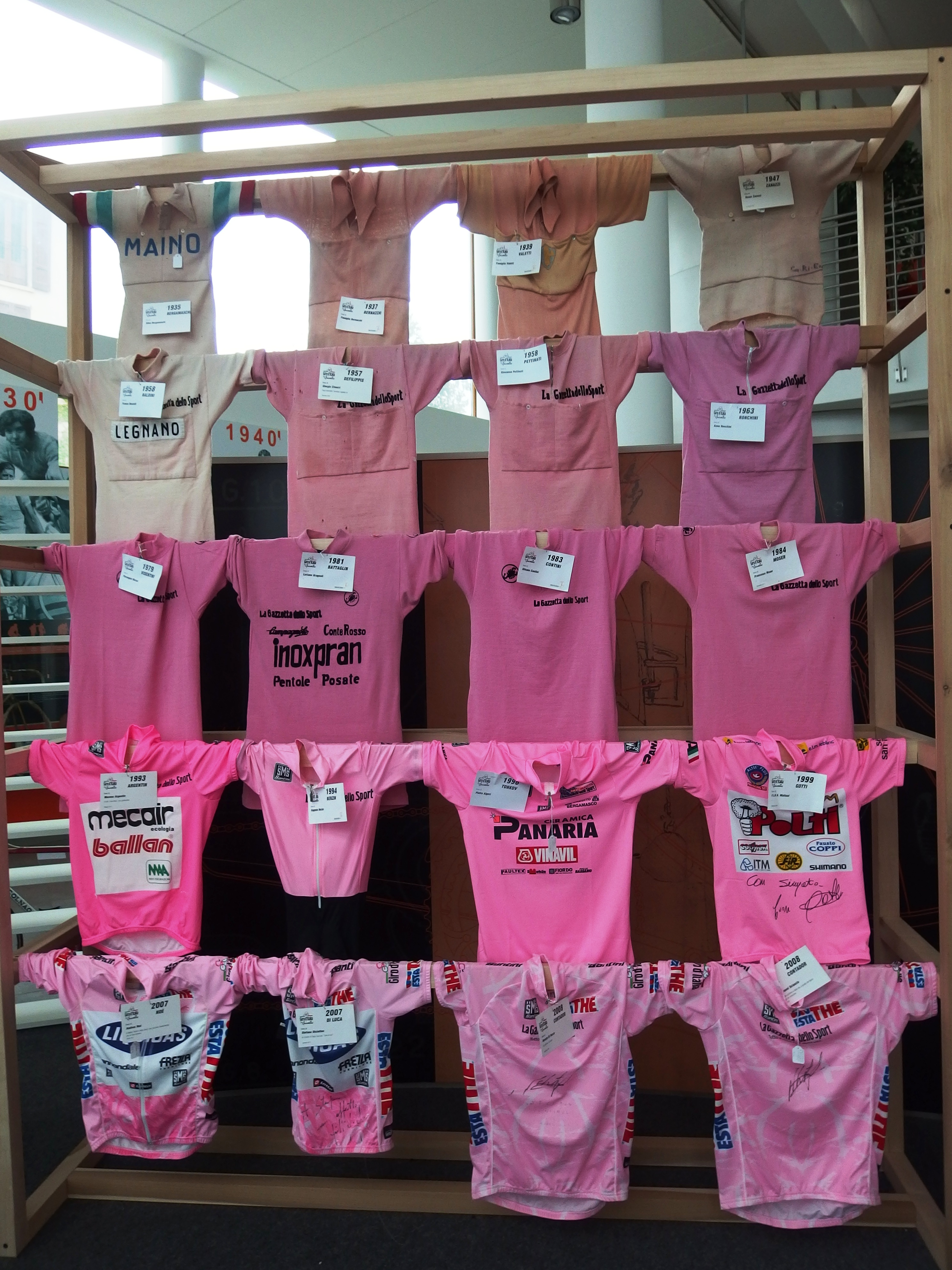
Maglie rosa del Giro d'Italia esposte al Museo del ciclismo Madonna del Ghisallo

La classifica generale del Giro d'Italia è la principale classifica della corsa a tappe italiana. Consiste in una graduatoria a tempo, calcolata sommando i tempi di ogni ciclista sul traguardo di ogni tappa. Il simbolo distintivo, e simbolo della corsa, è la maglia rosa.

## Storia
Nelle prime cinque edizioni la classifica generale era a punti, mentre dall'edizione 1914 la classifica è calcolata in base ai tempi sul traguardo. Inizialmente nessun simbolo contraddistingueva il corridore al comando della classifica. Questo fino al 1931, quando il patron della corsa Armando Cougnet introdusse una maglia di colore rosa (lo stesso colore delle pagine della Gazzetta dello Sport, giornale che da sempre organizza la corsa) per dare modo agli spettatori di distinguere, tra tutti i corridori, il leader della classifica generale. Il primo corridore a indossare la maglia rosa fu il ciclista mantovano Learco Guerra, soprannominato "la locomotiva umana" e campione del mondo nel 1931, mentre il primo a concludere in rosa il Giro fu Francesco Camusso.
| Anno      | Azienda  |
| --------- | -------- |
| 1981-1992 | Castelli |
| 1993-1997 | Santini  |
| 1998-2000 | Fila     |
| 2001      | Asics    |
| 2002-2017 | Santini  |
| 2018-2021 | Castelli |

Presso il Museo del Ghisallo, in cima all'omonima ascesa, è presente la più grande collezione di maglie rosa al mondo. Grazie al progetto Giro for Ghisallo infatti sono state recuperate più di 50 maglie rosa originali, dagli anni 1930 ad oggi.

## Regolamento
La classifica generale si stabilisce sommando i tempi realizzati da ogni corridore al traguardo di ogni tappa. In caso di arrivo in gruppo, a tutti i ciclisti che ne fanno parte viene attribuito il tempo del primo classificato, a patto che fra un ciclista e l'altro non vi sia un intervallo di separazione apprezzabile. In alcune edizioni sono stati utilizzati i cosiddetti abbuoni, sottrazioni di secondi a vantaggio dei primi classificati sui traguardi finali di tappa o sui traguardi volanti. Le modalità di attribuzione degli abbuoni e la loro entità possono variare di anno in anno. Il corridore con il miglior tempo globale al termine di ogni tappa riceve una maglia rosa e la indossa durante la tappa successiva. Il corridore che riceve la maglia rosa al termine dell'ultima tappa è il vincitore del Giro d'Italia.

## Albo d'oro
| Anno | Corridore           | Squadra                             | Bicicletta       | Punti/Tempo | Altre classifiche |
| ---- | ------------------- | ----------------------------------- | ---------------- | ----------- | ----------------- |
| 1909 | Luigi Ganna         | Atala                               | Atala            | 25          |                   |
| 1910 | Carlo Galetti       | Atala                               | Atala            | 28          |                   |
| 1911 | Carlo Galetti       | Bianchi                             | Bianchi          | 50          |                   |
| 1912 | Atala               | Atala                               | Atala            | 33          |                   |
| 1913 | Carlo Oriani        | Maino                               | Maino            | 37          |                   |
| 1914 | Alfonso Calzolari   | Stucchi                             | Stucchi          | 135h17'56"  |                   |
| 1919 | Costante Girardengo | Stucchi                             | Stucchi          | 112h51'29"  |                   |
| 1920 | Gaetano Belloni     | Bianchi                             | Bianchi          | 102h44'33"  |                   |
| 1921 | Giovanni Brunero    | Legnano                             | Legnano          | 120h24'39"  |                   |
| 1922 | Giovanni Brunero    | Legnano                             | Legnano          | 119h43'00"  |                   |
| 1923 | Costante Girardengo | Maino                               | Maino            | 122h28'17"  |                   |
| 1924 | Giuseppe Enrici     | Isolati                             | Legnano          | 143h43'37"  |                   |
| 1925 | Alfredo Binda       | Legnano                             | Legnano          | 137h31'13"  |                   |
| 1926 | Giovanni Brunero    | Legnano                             | Legnano          | 137h55'59"  |                   |
| 1927 | Alfredo Binda       | Legnano                             | Legnano          | 144h15'35"  |                   |
| 1928 | Alfredo Binda       | Legnano                             | Legnano          | 114h15'19"  |                   |
| 1929 | Alfredo Binda       | Legnano                             | Legnano          | 107h18'24"  |                   |
| 1930 | Luigi Marchisio     | Legnano                             | Legnano          | 115h11'55"  |                   |
| 1931 | Francesco Camusso   | Gloria-Hutchinson                   | Gloria           | 102h40'46"  |                   |
| 1932 | Antonio Pesenti     | Wolsit-Hutchinson                   | Wolsit           | 105h42'41"  |                   |
| 1933 | Alfredo Binda       | Legnano                             | Legnano          | 111h01'52"  | Scalatori         |
| 1934 | Learco Guerra       | Maino                               | Maino            | 121h17'17"  |                   |
| 1935 | Vasco Bergamaschi   | Maino                               | Maino            | 113h22'46"  |                   |
| 1936 | Gino Bartali        | Legnano                             | Legnano          | 120h12'30"  | Scalatori         |
| 1937 | Gino Bartali        | Legnano                             | Legnano          | 112h25'40"  | Scalatori         |
| 1938 | Giovanni Valetti    | Fréjus                              | Fréjus           | 112h49'28"  | Scalatori         |
| 1939 | Giovanni Valetti    | Fréjus                              | Fréjus           | 88h02'00"   |                   |
| 1940 | Fausto Coppi        | Legnano                             | Legnano          | 107h31'10"  |                   |
| 1946 | Gino Bartali        | Legnano                             | Legnano          | 95h32'20"   | Scalatori         |
| 1947 | Fausto Coppi        | Bianchi                             | Bianchi          | 115h55'07"  |                   |
| 1948 | Fiorenzo Magni      | Wilier Triestina                    | Wilier Triestina | 124h51'52"  |                   |
| 1949 | Fausto Coppi        | Bianchi                             | Bianchi          | 125h25'50"  | Scalatori         |
| 1950 | Hugo Koblet         | Guerra                              | Guerra           | 117h28'03"  | Scalatori         |
| 1951 | Fiorenzo Magni      | Ganna                               | Ganna            | 121h11'37"  |                   |
| 1952 | Fausto Coppi        | Bianchi                             | Bianchi          | 114h36'43"  |                   |
| 1953 | Fausto Coppi        | Bianchi                             | Bianchi          | 118h37'26"  |                   |
| 1954 | Carlo Clerici       | Guerra                              | Guerra           | 129h13'07"  |                   |
| 1955 | Fiorenzo Magni      | Nivea-Fuchs                         | Fuchs            | 108h56'12"  |                   |
| 1956 | Charly Gaul         | Faema-Guerra                        | Guerra           | 101h39'46"  | Trofeo Dolomiti   |
| 1957 | Gastone Nencini     | Chlorodont                          | Leo              | 104h45'06"  |                   |
| 1958 | Ercole Baldini      | Legnano                             | Legnano          | 92h09'30"   |                   |
| 1959 | Charly Gaul         | Emi-Guerra                          | Guerra           | 101h50'26"  | Scalatori         |
| 1960 | Jacques Anquetil    | Fynsec-Helyett                      | Helyett          | 94h03'54"   |                   |
| 1961 | Arnaldo Pambianco   | Fides                               | Fides            | 111h25'28"  |                   |
| 1962 | Franco Balmamion    | Carpano                             |                  | 123h07'03"  |                   |
| 1963 | Franco Balmamion    | Carpano                             |                  | 116h50'16"  |                   |
| 1964 | Jacques Anquetil    | Saint-Raphaël                       | Gitane           | 115h10'27"  |                   |
| 1965 | Vittorio Adorni     | Salvarani                           | Magni            | 121h08'18"  |                   |
| 1966 | Gianni Motta        | Molteni                             | Bottecchia       | 111h10'48"  | Punti             |
| 1967 | Felice Gimondi      | Salvarani                           | Bianchi          | 101h05'34"  |                   |
| 1968 | Eddy Merckx         | Faema                               | Faema            | 108h42'27"  | Punti Scalatori   |
| 1969 | Felice Gimondi      | Salvarani                           | Bianchi          | 106h47'03"  | Combinata         |
| 1970 | Eddy Merckx         | Faemino-Faema                       | Eddy Merckx      | 90h08'47"   |                   |
| 1971 | Gösta Pettersson    | Ferretti                            | Ferretti         | 97h24'03"   |                   |
| 1972 | Eddy Merckx         | Molteni                             | Eddy Merckx      | 103h04'04"  | Combinata         |
| 1973 | Eddy Merckx         | Molteni                             | Eddy Merckx      | 106h54'41"  | Punti Combinata   |
| 1974 | Eddy Merckx         | Molteni                             | Eddy Merckx      | 113h08'13"  |                   |
| 1975 | Fausto Bertoglio    | Jollj Ceramica                      | Pinarello        | 111h31'24"  |                   |
| 1976 | Felice Gimondi      | Bianchi-Campagnolo                  | Bianchi          | 119h58'15"  |                   |
| 1977 | Michel Pollentier   | Flandria-Velda-Latina Assicurazioni | Flandria         | 107h27'16"  |                   |
| 1978 | Johan De Muynck     | Bianchi-Faema                       | Bianchi          | 101h31'22"  |                   |
| 1979 | Giuseppe Saronni    | Scic                                | Bottecchia       | 89h29'18"   | Punti             |
| 1980 | Bernard Hinault     | Renault-Gitane                      | Gitane           | 112h08'20"  | Combinata         |
| 1981 | Giovanni Battaglin  | Inoxpran                            | Pinarello        | 104h51'36"  |                   |
| 1982 | Bernard Hinault     | Renault-Elf-Gitane                  | Gitane           | 110h07'55"  |                   |
| 1983 | Giuseppe Saronni    | Del Tongo-Colnago                   | Colnago          | 100h45'30"  | Punti             |
| 1984 | Francesco Moser     | Gis Gelati-Tuc Lu                   | Moser            | 98h32'20"   |                   |
| 1985 | Bernard Hinault     | La Vie Claire-Wonder-Radar          | Look             | 105h46'51"  |                   |
| 1986 | Roberto Visentini   | Carrera-Vagabond                    | Battaglin        | 102h33'55"  | -                 |
| 1987 | Stephen Roche       | Carrera-Vagabond                    | Battaglin        | 105h39'42"  |                   |
| 1988 | Andrew Hampsten     | 7-Eleven-Hoonved                    | Huffy            | 97h18'56"   | Scalatori         |
| 1989 | Laurent Fignon      | Super U-Raleigh-Fiat                | Raleigh          | 93h30'16"   |                   |
| 1990 | Gianni Bugno        | Salotti Chateau d'Ax                | Moser            | 91h51'08"   | Punti             |
| 1991 | Franco Chioccioli   | Del Tongo-MG Boys Maglificio        | Pinarello        | 99h35'43"   |                   |
| 1992 | Miguel Indurain     | Banesto                             | Pinarello        | 103h36'08"  | Intergiro         |
| 1993 | Miguel Indurain     | Banesto                             | Pinarello        | 98h09'44"   |                   |
| 1994 | Evgenij Berzin      | Gewiss-Ballan                       | De Rosa          | 100h41'21"  | Giovani           |
| 1995 | Tony Rominger       | Mapei-CLAS                          | Colnago          | 97h39'50"   | Punti Intergiro   |
| 1996 | Pavel Tonkov        | Panaria-Vinavil                     | Colnago          | 105h20'23"  |                   |
| 1997 | Ivan Gotti          | Saeco-AS Juvenes San Marino         | Cannondale       | 102h53'58"  |                   |
| 1998 | Marco Pantani       | Mercatone Uno-Bianchi               | Bianchi          | 98h48'32"   | Scalatori         |
| 1999 | Ivan Gotti          | Team Polti                          | Coppi            | 99h55'56"   |                   |
| 2000 | Stefano Garzelli    | Mercatone Uno-Albacom               | Bianchi          | 98h30'14"   |                   |
| 2001 | Gilberto Simoni     | Lampre-Daikin                       | Fondriest        | 89h02'58"   | Combinata         |
| 2002 | Paolo Savoldelli    | Index-Alexia Alluminio              | Coppi            | 89h22'42"   |                   |
| 2003 | Gilberto Simoni     | Saeco Macchine per Caffè            | Cannondale       | 89h30'09"   | Punti             |
| 2004 | Damiano Cunego      | Saeco Macchine per Caffè            | Cannondale       | 88h40'43"   |                   |
| 2005 | Paolo Savoldelli    | Discovery Channel                   | Trek             | 91h25'51"   |                   |
| 2006 | Ivan Basso          | Team CSC                            | Cervélo          | 91h33'36"   |                   |
| 2007 | Danilo Di Luca      | Liquigas                            | Cannondale       | 92h59'39"   |                   |
| 2008 | Alberto Contador    | Astana                              | Trek             | 89h56'49"   |                   |
| 2009 | Denis Men'šov       | Rabobank                            | Giant            | 86h03'11"   |                   |
| 2010 | Ivan Basso          | Liquigas-Doimo                      | Cannondale       | 87h44'01"   |                   |
| 2011 | Michele Scarponi    | Lampre-ISD                          | Wilier Triestina | 84h11'24"   | Punti             |
| 2012 | Ryder Hesjedal      | Team Garmin-Barracuda               | Cervélo          | 91h39'02"   |                   |
| 2013 | Vincenzo Nibali     | Astana Pro Team                     | Specialized      | 84h53'28"   |                   |
| 2014 | Nairo Quintana      | Movistar Team                       | Canyon           | 88h14'32"   | Giovani           |
| 2015 | Alberto Contador    | Tinkoff-Saxo                        | Specialized      | 88h22'25"   |                   |
| 2016 | Vincenzo Nibali     | Astana Pro Team                     | Specialized      | 86h32'49"   |                   |
| 2017 | Tom Dumoulin        | Team Sunweb                         | Giant            | 90h34'54"   |                   |
| 2018 | Chris Froome        | Team Sky                            | Pinarello        | 89h02'39"   | Scalatori         |
| 2019 | Richard Carapaz     | Movistar Team                       | Canyon           | 90h01'47"   |                   |
| 2020 | Tao Geoghegan Hart  | Ineos Grenadiers                    | Pinarello        | 85h40'21"   | Giovani           |
| 2021 | Egan Bernal         | Ineos Grenadiers                    | Pinarello        | 86h17'28"   | Giovani           |
| 2022 | Jai Hindley         | Bora-Hansgrohe                      | Specialized      | 86h31'14"   |                   |
| 2023 | Primož Roglič       | Jumbo-Visma                         | Cervélo          | 85h29'02"   |                   |
| 2024 | Tadej Pogačar       | UAE Team Emirates                   | Colnago          | 79h14'03"   | Scalatori         |
| 2025 | Simon Yates         | Team Visma-Lease a Bike             | Cervélo          | 82h31'01"   |                   |

## Giorni in testa alla classifica generale
Statistiche aggiornate all'edizione 2024.
Nota: rientrano nel computo, in caso di tappe con due o più frazioni, solo le leadership di fine giornata. In corsivo le edizioni non vinte.
| Pos. | Nome                | Giorni | Edizioni vinte | Anni                                                                             |
| ---- | ------------------- | ------ | -------------- | -------------------------------------------------------------------------------- |
| 1    | Eddy Merckx         | 79     | 5              | 1968 (13), 1969 (6), 1970 (14), 1972 (14), 1973 (20), 1974 (10)                  |
| 2    | Alfredo Binda       | 60     | 5              | 1925 (8), 1927 (15), 1928 (9), 1929 (11), 1931 (3), 1933 (13)                    |
| 3    | Francesco Moser     | 57     | 1              | 1976 (1), 1977 (12), 1979 (8), 1980 (5), 1981 (4), 1982 (5), 1984 (17), 1985 (2) |
| 4    | Giuseppe Saronni    | 49     | 2              | 1979 (12), 1981 (7), 1983 (16), 1985 (2), 1986 (11)                              |
| 5    | Jacques Anquetil    | 42     | 2              | 1959 (7), 1960 (11), 1961 (4), 1964 (18), 1967 (2)                               |
| 5    | Gino Bartali        | 50     | 3              | 1936 (11), 1937 (12), 1939 (2), 1946 (5), 1947 (12)                              |
| 7    | Fausto Coppi        | 31     | 5              | 1940 (10), 1947 (4), 1949 (3), 1952 (11), 1953 (2), 1954 (1)                     |
| 7    | Bernard Hinault     | 31     | 3              | 1980 (5), 1982 (15), 1985 (11)                                                   |
| 9    | Miguel Indurain     | 29     | 2              | 1992 (20), 1993 (9)                                                              |
| 10   | Costante Girardengo | 26     | 2              | 1919 (10), 1921 (4), 1923 (6), 1925 (3), 1926 (3)                                |
| 10   | Roberto Visentini   | 26     | 1              | 1980 (7), 1981 (1), 1985 (8), 1986 (7), 1987 (3)                                 |
| 12   | Gilberto Simoni     | 25     | 2              | 2001 (9), 2003 (12), 2004 (4)                                                    |
| 13   | Fiorenzo Magni      | 24     | 3              | 1948 (4), 1951 (10), 1955 (10)                                                   |
| 14   | Alberto Contador    | 23     | 2              | 2008 (7), 2015 (16)                                                              |
| 14   | Hugo Koblet         | 23     | 1              | 1950 (11), 1953 (12)                                                             |
| 14   | Giovanni Valetti    | 23     | 2              | 1937 (5), 1938 (10), 1939 (8)                                                    |
| 17   | Johan De Muynck     | 22     | 1              | 1976 (4), 1978 (18)                                                              |
| 18   | Franco Chioccioli   | 21     | 1              | 1988 (2), 1991 (19)                                                              |
| 18   | Felice Gimondi      | 24     | 3              | 1967 (2), 1969 (7), 1976 (12)                                                    |
| 18   | Tony Rominger       | 21     | 1              | 1995 (21)                                                                        |
| 21   | Gianni Bugno        | 20     | 1              | 1990 (20)                                                                        |
| 21   | Tadej Pogačar       | 20     | 1              | 2024 (20)                                                                        |
| 21   | Charly Gaul         | 20     | 2              | 1956 (3), 1957 (3), 1959 (14)                                                    |
| 21   | Vincenzo Nibali     | 20     | 2              | 2010 (3), 2011 (2), 2013 (13), 2016 (2)                                          |
| 21   | Pavel Tonkov        | 20     | 1              | 1996 (9), 1997 (11)                                                              |
| 26   | Vittorio Adorni     | 19     | 1              | 1963 (4), 1964 (1), 1965 (12), 1966 (2)                                          |
| 26   | Ivan Basso          | 19     | 2              | 2005 (2), 2006 (14), 2010 (3)                                                    |
| 26   | Evgenij Berzin      | 19     | 1              | 1994 (19)                                                                        |
| 28   | Danilo Di Luca      | 18     | 1              | 2005 (5), 2007 (13)                                                              |
| 28   | Stephen Roche       | 18     | 1              | 1987 (18)                                                                        |